# اللجنة الأولمبية والبارالمبية السعودية
اللجنة الأولمبية والبارالمبية السعودية ( رمز اللجنة الأولمبية الدولية: KSA ) هي هيئة رياضية عليا سعودية ذات شخصية اعتبارية مستقلة. ترعاها الدولة وتساعدها على تحقيق أهدافها، تأسست عام 1384هـ - 1964  كان اسمها (اللجنة الأولمبية العربية السعودية) قبل أن تُدمج مع اللجنة البارالمبية السعودية في كيان واحد عام 2021م. وانضمت إلى عضوية اللجنة الأولمبية الدولية رسميا عام 1385هـ - 1965 خلال المؤتمر الأولمبي في روما، وتعتبر اللجنة الأولمبية الهيئة الوحيدة التي تمثل السعودية في الدورات الإقليمية والعربية والقارية والدولية والأولمبية بالتعاون مع الاتحادات الرياضية الوطنية. وهي في قمة الهرم التنظيمي للرياضة في السعودية .

## التأسيس والنشأة
- تأسست اللجنة الأولمبية والبارالمبية السعودية بمدينة الرياض عام 1384 هـ – 1964 م وحصلت على اعتراف اللجنة الاولمبية الدولية بها عام 1385 هـ – 1965م بعد انضمام الاتحادات السعودية لألعاب القوى وكرة القدم وكرة السلة وكرة الطائرة والدراجات للاتحادات الدولية المعنية. وهي هيئة رياضية عليا ذات شخصية اعتبارية مستقلة ترعاها الدولة وتساعدها على تحقيق أهدافها. وتعتبر الهيئة الوحيدة التي تمثل المملكة في كافة الأنشطة الأولمبية إضافة إلى الدورات الإقليمية والعربية والقارية والدولية والاولمبية بالتعاون مع الاتحادات الرياضية الوطنية.[3]
- عام 1965م انضمت إلى عضوية اللجنة الأولمبية الدولية بعد أن توفر للسعودية خمسة اتحادات وطنية أعضاء بالاتحادات الدولية، وهي: (ألعاب القوى-كرة القدم-الكرة الطائرة-كرة السلة-الدراجات).
- عام 2021 أصدر وزير الرياضة قراراً بدمج اللجنة الأولمبية العربية السعودية، باللجنة البارالمبية السعودية، لتصبحان كياناً واحداً باسم: اللجنة الأولمبية والبارالمبية السعودية، وارتفع عدد الاتحادات واللجان والروابط الرياضية إلى 97 اتحاد ولجنة ورابطة رياضية.[4]

## التشكيل
تتكون اللجنة الأولمبية والبارالمبية السعودية من الجمعية العمومية ومجلس الإدارة والمكتب التنفيذي على النحو الآتي:

### الجمعية العمومية
تتألف من ممثلي جميع الاتحادات الرياضية والممثلة بالرئيس أو من ينوب عنه وعضو اللجنة الاولمبية الدولية بالمملكة وممثلي الهيئات الوطنية المعنية إلى جانب بعض الشخصيات ذات الخبرة والاهتمام.

### مجلس الإدارة
تنتخب الجمعية العمومية مجلساً للإدارة من 15-17 عضو من بينهم عضو اللجنة الأولمبية الدولية بالمملكة، ويتكون مجلس الإدارة من الرئيس ونائب الرئيس والأمين العام وأمين الصندوق والباقي أعضاء.

### المكتب التنفيذي
يشكل من إطار مجلس الإدارة برئاسة نائب الرئيس وعضوية الأمين العام وأمين الصندوق وخمسة أعضاء.

## أهداف اللجنة
- المشاركة في الألعاب الأولمبية والبارالمبية والدورات العالمية والقارية والإقليمية.
- اختيار المدينة التي قد تتقدم بطلب تنظيم الألعاب الأولمبية والبارالمبية.
- تسمية اللجنة المنظمة للألعاب وفق أحكام الميثاق الأولمبي.
- اختيار ممثلي السعودية في الألعاب الأولمبية والبارالمبية والتوقيع على استمارات تسجيل الرياضيين.
- الاشراف على مندوبي السعودية في الألعاب الأولمبية والبارلمبية والقارية والإقليمية.
- ضمان الاتصال السليم المستمر مع اللجنة الأولمبية الدولية واللجنة البارلمبية الدولية والاتحادات الدولية واللجان الاولمبية والبارالمبية الوطنية.
- السماح بإبلاغ اللجنة الأولمبية الدولية واللجنة والبارالمبية الدولية عن أنشطتها.
- الحفاظ على علاقة التعاون والتنسيق مع الجهات الحكومية.
- ضمان والتزام الميثاق الأولمبي بجميع قرارات اللجنة الأولمبية الدولية.
- تطوير وحماية الحركة الأولمبية والبارلمبية في المملكة العربية السعودية.
- نشر الحركة والمبادئ الأولمبية والبارالمبية.
- تنظيم دورة الألعاب السعودية بشكل دوري.
- مكافحة المنشطات وجميع المواد المحظورة.
- وضع برامج ثقافية رياضية والعمل على تنفيذها في مناهج التربية الرياضية.
- إقامة أكاديمية أولمبية تهدف إلى التعليم الأولمبي.
- إنشاء متحف أولمبي وبارالمبي وطني كذاكرة وطنية للأولمبياد والبارلمبياد.
- تنظيم دورات تدريبية تهدف إلى إعداد وتطوير الإداريين والمدربين والرياضيين.
- تنظيم الأنشطة الهادفة إلى السلام والتعامل مع القضايا البيئية.
- اتخاذ خطوات لحظر أي استخدام لأي ممتلكات أولمبية والبرالمبية استخداماً يتعارض مع الميثاق الأولمبي.
- منح الجوائز والمكافآت للرياضيين المتفوقين.[5]

## المؤسسات التابعة للجنة
- مركز التدريب السعودي الأولمبي.
- الاكاديمية الأولمبية السعودية.

## رؤساء مجلس إدارة اللجنة الأولمبية والبارالمبية السعودية
- 1964 - 1966: صالح بن ناصر.
- 1966 - 1968: عبد الرحمن بن عبدالله أبا الخيل.
- 1968 - 1972: الأمير عبد الله الفيصل بن عبد العزيز آل سعود.
- 1972 - 1974: عبد الرحمن بن عبد الله أبا الخيل.
- 1974 - 1999: الأمير فيصل بن فهد بن عبد العزيز آل سعود.
- 1999 - 2011: الأمير سلطان بن فهد بن عبد العزيز آل سعود.
- 2011 - 2014: الأمير نواف بن فيصل بن فهد آل سعود.
- 2014 - 2017: الأمير عبد الله بن مساعد بن عبد العزيز آل سعود.
- 2017: محمد بن عبد الملك آل الشيخ.
- 2017 - 2019: تركي بن عبد المحسن آل الشيخ.
- 2019 - الآن: الأمير عبد العزيز بن تركي الفيصل آل سعود.[4]

## وصلات خارجية
- الموقع الرسمي للجنة الأولمبية العربية السعودية